# Kandia Camara

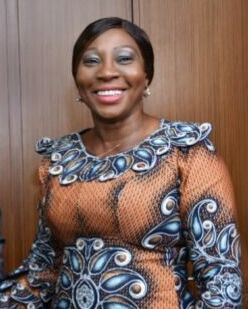
Kandia Camara (2022)

Kandia Kamissoko Camara (* 17. Juni 1959 in Abidjan) ist eine ivorische Lehrerin, Politikerin der Rassemblement des Républicains und seit dem 6. April 2021 Außenministerin der Elfenbeinküste.

## Leben und Karriere
Camara studierte Englische Sprache an der Universität Félix Houphouët-Boigny und Lancaster University. 
Nach ihrem Studium kehrte sie in die Elfenbeinküste zurück und war zwischenzeitlich auch als Handballerin aktiv. Mit dem Club ASC Bouaké gewann sie 1981 die Afrikameisterschaft. Von 1983 bis 1986 unterrichtete sie im Fach Englisch an mehreren ivorischen Schulen. Von 1986 bis 2002 unterrichtete sie an einer Hotelfachschule in der Nähe der Hauptstadt.
Von 2003 bis 2010 war Camara Sonderberaterin des Premierministers in Fragen der „nationalen Versöhnung und des Übergangs“. Von 2012 bis 2021 war sie Bildungsministerin. Am 6. April 2021 wurde sie von Präsident Alassane Ouattara zur Außenministerin ernannt.